# 瓦爾迪維瓦角
瓦爾迪維瓦角是南極洲的海岬，位於鮑威特島北端，西面有西爾孔西申角，處於島上最高點奧拉夫峰以北，以德國的測量船命名。
54°23′20″S 3°21′14″E / 54.389°S 3.354°E